# Polycaprolacton
Polycaprolacton (PCL) là một polyeste có khả năng phân hủy sinh học với nhiệt độ nóng chảy khoảng 60 °C và nhiệt độ hóa thủy tinh khoảng -60 °C. PCL tổng hợp từ dầu thô hay qua phản ứng trùng hợp mở vòng ε-caprolacton với xúc tác (ví dụ: thiếc ốctan. Polycaprolacton bền trong nước, dầu, dung môi và clo.

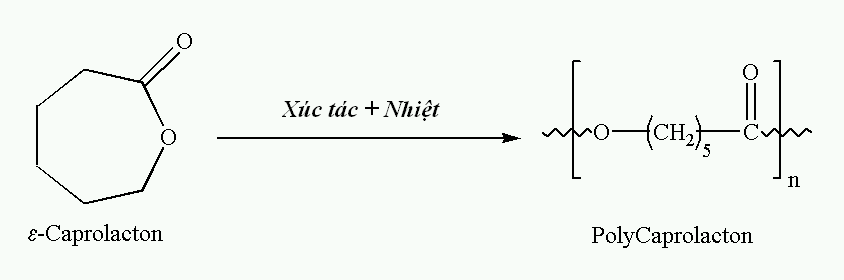
Tổng hợp polycaprolacton bằng phản ứng trùng hợp mở vòng ε-caprolacton

PCL thường sử dụng làm phụ gia cho các loại nhựa vì nó làm tăng khả năng gia công cũng như tính bền va đập). Khi trộn với tinh bột, PCl làm giảm giá thành và tăng khả năng phân hủy sinh học của vật liệu. Ngoài ra, người ta còn sử dụng PCL như một chất hóa dẻo cho PVC.

## Ứng dụng trong sinh học
Người ta chú ý tới khả năng ứng dụng của PCL làm vật liệu sinh học vì trong môi trường sinh lý (ví dụ: trong cơ thể người) PCL có thể phân hủy bằng quá trình thủy phân liên kết este. So với polylactic, PCL phân hủy chậm hơn nên có thể làm các bộ phận/thiết bị đưa vào trong cơ thể sống.
Cục Quản lý Thực phẩm và Dược phẩm Hoa Kỳ (FDA) chứng nhận PCL có thể làm vật liệu dẫn thuốc hay chỉ khâu y tế cho con người.
Tạp chất chủ yếu trong PLC dành cho y tế là toluen (<890 ppm, thường là 100 ppm) và thiếc (<200ppm).